# Royal Rumble (2014)
Cet article concerne l'édition 2014 du pay-per-view Royal Rumble. Pour toutes les autres éditions, voir Royal Rumble.
L’édition 2014 du Royal Rumble est un spectacle de catch (lutte professionnelle) télédiffusé et visible uniquement en paiement à la séance aux États-Unis ainsi que gratuitement sur la chaîne de télévision française AB1.
L'événement, produit par la World Wrestling Entertainment (WWE), se déroule le 26 janvier 2014 dans la salle omnisports du Consol Energy Center à Pittsburgh en Pennsylvanie. Il s'agit de la vingt-septième édition du Royal Rumble qui fait partie, avec Wrestlemania, le SummerSlam et les Survivor Series, du « Big Four », les « Quatre Grands » spectacles annuels. Comme son nom l'indique, il propose un Royal Rumble match en tête d'affiche.
Cinq matchs sont concurus ce soir-là, dont deux où des ceintures de champion sont en jeu. En lever de rideau, Cody Rhodes et son demi-frère Goldust défendent leur titre de champions par équipe de la WWE face aux New Age Outlaws, Road Dogg et Billy Gunn. Daniel Bryan fait face à Bray Wyatt, Brock Lesnar affronte le Big Show, et John Cena entre en lice pour le championnat du monde poids-lourds de la WWE. La soirée se conclut par un Royal Rumble match avec 30 participants.

## Contexte
Les spectacles de la WWE en paiement à la séance sont constitués de matchs aux résultats prédéterminés par les scénaristes de la WWE. Ces rencontres sont justifiées la plupart du temps par des storylines, une rivalité avec un catcheur, ou par des qualifications survenues dans les émissions de la WWE telles que Raw, SmackDown, Superstars et Main Event. Tous les catcheurs possèdent un gimmick, un personnage gentil ou méchant qu'ils incarnent et qui évolue au fil des rencontres. Un pay-per-view comme Royal Rumble est donc un événement déterminant pour les différentes storylines en cours.

### Royal Rumble match
Comme chaque année depuis 1988, le paiement à la séance comporte un Royal Rumble match pour avoir droit à un match pour le championnat du monde poids-lourds de la WWE lors de l'édition de WrestleMania XXX. Cette année 2014 marque le retour de Batista qui remonte sur un ring après son départ de la fédération au printemps 2010. Dix-sept autres catcheurs annoncent leur participation au cours des émissions télévisées précédant le spectacle : Alberto Del Rio, CM Punk, Rey Mysterio, Cody Rhodes, Goldust, Big E Langston, Kofi Kingston, R-Truth, Xavier Woods, Fandango, Dean Ambrose, Seth Rollins, Roman Reigns, Luke Harper, Erick Rowan, Damien Sandow, Jimmy et Jey Uso, Ryback, Antonio Cesaro, Jack Swagger, Titus O'Neil, Darren Young, Curtis Axel, Bad News Barrett. Jake Roberts, qui entre au WWE Hall of Fame à WrestleMania XXX, fait part de sa volonté d'y prendre part dès le printemps 2013 mais il n'y participe pas, probablement au vu de son état de santé, car il révèle dans la presse en février qu'il a une tumeur au genou,. Enfin, Corey Graves, un des catcheurs de la NXT, le club-école de la WWE, fait part sur Twitter à la fin décembre 2013 de son intention d'y prendre part mais il n'y participe pas.

### Randy Orton contre John Cena

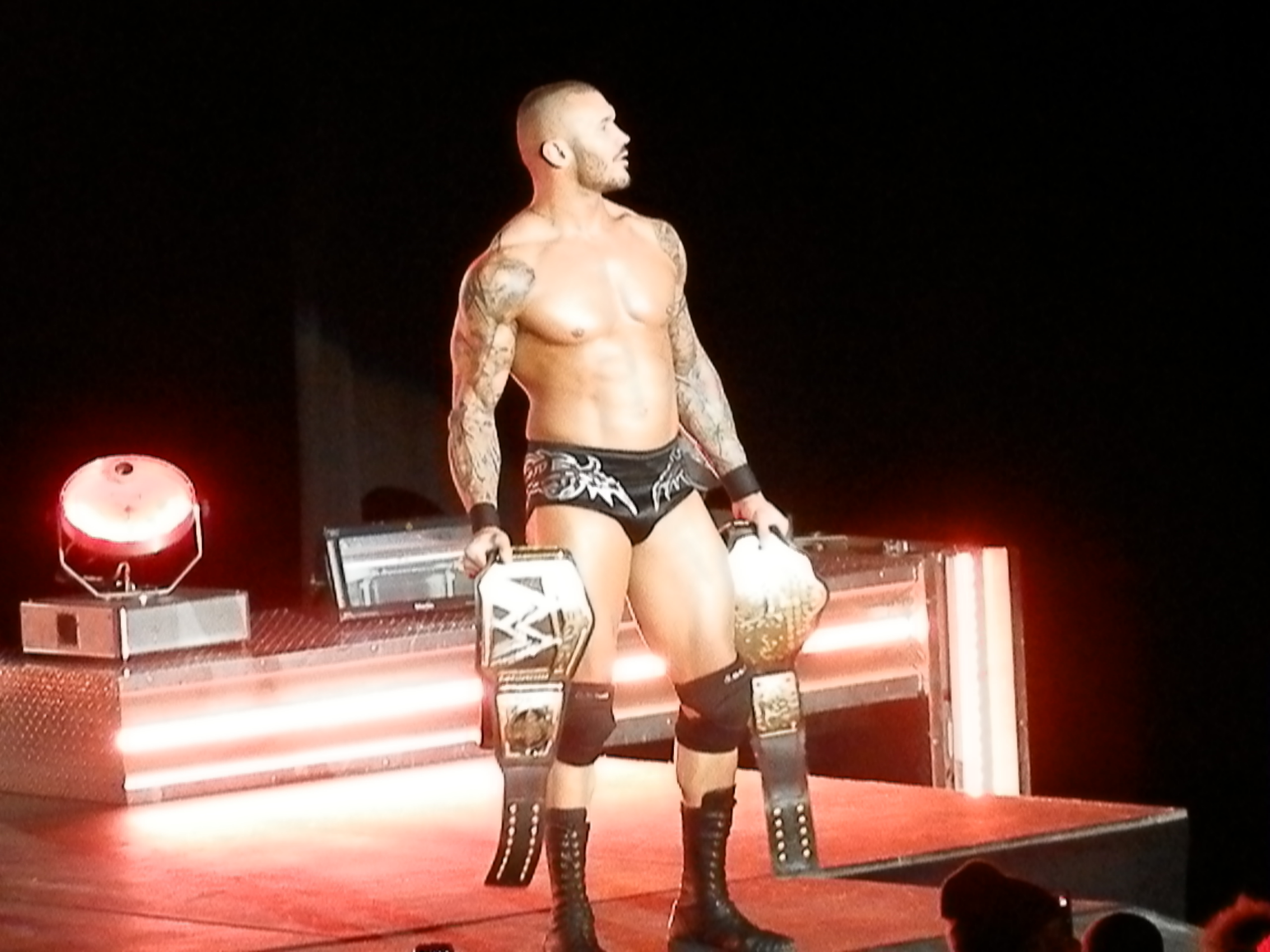
Randy Orton défend son titre de champion du monde poids-lourds de la WWE face à John Cena.

Lors de TLC: Tables, Ladders and Chairs, Randy Orton bat John Cena lors d'un match Tables, Ladders and Chairs et unifie les ceintures de champion de la WWE et de champion du monde poids-lourds de la WWE. Le lendemain à Raw, John Cena déclare que Daniel Bryan doit avoir droit à un match de championnat et plus tard dans la soirée, après la victoire par disqualification de Bryan face à Orton dans un match où le titre n'est pas en jeu, Cena arrive sur le ring pour attaquer son rival et reçoit un RKO. Lors du dernier Raw de l'année, Stephanie McMahon annonce que Randy Orton va défendre son titre face à John Cena au Royal Rumble dans un match sans disqualification.

### Cody Rhodes et Goldust contre les New Age Oultlaws
Les New Age Outlaws Road Dogg et Billy Gunn reviennent le 6 janvier 2014 au cours du Raw Old School en aidant CM Punk dans son match à handicap contre The Shield, composé de Dean Ambrose, Seth Rollins et Roman Reigns. La semaine suivante, ils font équipe avec CM Punk face au Shield mais trahissent leur partenaire d'un soir en le laissant seul sur le ring. À Smackdown, les New Age Outlaws battent Cody Rhodes et Goldust grâce à une intervention de Vickie Guerrero qui a distrait Cody. Le 20 janvier, la WWE annonce que les New Age Outlaws accèdent à un match pour le Championnat par équipe de la WWE contre Cody Rhodes et Goldust au cours du pré-show.

### Brock Lesnar contre Big Show
Le 30 décembre 2013 à Raw, Brock Lesnar fait son retour avec à ses côtés Paul Heyman, son agent. Ce dernier demande que son client soit le challenger pour le championnat du monde poids-lourds de la WWE et stipule qu'il compte gagner le Royal Rumble match. Par la suite, Mark Henry arrive et attaque Brock, mais celui-ci prend l'avantage en lui infligeant son F5. La semaine suivante, lors du Raw Old School, Lesnar et Heyman lancent un défi à quiconque voudrait les affronter. Mark Henry se présente mais est, une fois encore, rapidement mis à terre par Brock Lesnar qui place une kimura, lui cassant le bras (il s'agit là d'une blessure scénarisée). Alors que Brock retourne dans les vestiaires, Big Show vient inciter son adversaire à revenir. Une fois de retour, Brock est propulsé hors du ring par Show. Le 10 janvier à Smackdown, un défi est lancé pour le Royal Rumble lors du Miz TV, une interview sur le ring faite par The Miz. À ce moment, Paul Heyman vient demander que ce match ait lieu immédiatement : il relève alors ce défi.

### Daniel Bryan contre Bray Wyatt
Depuis novembre 2013, Daniel Bryan est en rivalité avec la Wyatt Family composée de Bray Wyatt, Erick Rowan et Luke Harper. Il bat Rowan et Harper avec CM Punk à l'édition 2013 des Survivor Series, puis perd face au clan Wyatt à l'édition de TLC en 2013 lors d'un match à handicap. À la suite de cette défaite, il entre dans le clan. Le 13 janvier à Raw, après la défaite de l'équipe qu'il a formée avec Bray Wyatt face aux fréres Uso, Wyatt le punit en utilisant sa prise de finition, la Sister Abigail,. Le 20 janvier à Raw, Daniel Bryan explique que son ralliement à la Wyatt Family était une ruse pour mettre fin à ce clan et qu'il compte affronter Bray Wyatt au Royal Rumble.

## Déroulement du spectacle

### Matchs d'ouverture
Avant que le spectacle soit diffusé en paiement à la séance, un « pré-show » est diffusé gratuitement sur internet et, comme lors d'événements sportifs, il y a un panel de catcheurs aux côtés du commentateur, Josh Mathews. On y retrouve le vainqueur du premier Royal Rumble match Jim Duggan, Ric Flair, et Shawn Michaels qui donnent chacun leur avis sur les matchs à venir. Le premier match de la soirée pour le championnat par équipe de la WWE oppose les New Age Outlaws (Road Dogg et Billy Gunn) aux champions Cody Rhodes et Goldust. Après un peu plus de sept minutes d'affrontement, Cody porte un coup de pied circulaire au Road Dogg. Cependant, il n'est pas son adversaire légal car Billy Gunn a auparavant tapé dans le dos de son équipier pour entrer sur le ring. Gunn fait son entrée et effectue un leg drop bulldog qui donne la victoire et le titre aux New Age Outlaws.
La diffusion en paiement à la séance commence par le match entre Bray Wyatt et Daniel Bryan. Assez vite, l'arbitre constate que Luke Harper et Erick Rowan tentent d'interférer, et les exclut des abords du ring. Durant le match, Wyatt attaque principalement la tête de Bryan. Bryan revient dans le combat en plaçant un running tornado DDT hors du ring et tente de soumettre son adversaire avec une Yes! Lock, mais sans succès. Pour éviter le running knee, Wyatt sort du ring ; Bryan saute à l’extérieur du ring mais tombe sur son adversaire qui en profite pour placer sa prise de finition, la Sister Abigail en dehors du ring, projetant la tête de Bryan dans la barricade. Wyatt ramène enfin son adversaire sur le ring, place encore une fois une Sister Abigail et remporte le match,,.
Lors du deuxième match diffusé, Brock Lesnar bat Big Show. Lesnar l'attaque avant le début de la rencontre et le frappe avec une chaise. Une fois le match commencé, Big Show prépare son KO Punch mais Lesnar parvient à mettre son adversaire sur ses épaules pour porter sa prise de finition, le F5. Après le match, il continue à attaquer Big Show avec une chaise,,.
Randy Orton affronte ensuite John Cena pour défendre son titre de champion du monde poids-lourd de la WWE. En début de match, Orton prend le dessus sur son adversaire et effectue consécutivement deux chinlocks. Le public présent n'est pas dans le match et chante « We want Daniel (Bryan). » ainsi que « Let's go Cena/Cena sucks ». Cena tente une boston crab contrée par Orton qui projette Cena hors du ring. De retour sur le ring, Orton garde le dessus sur son adversaire en effectuant une chinlock avant que son adversaire ne brise la prise et l’envoie hors du ring en effectuant une clothesline. Hors du ring, Cena tente de propulser son adversaire vers les escaliers métalliques mais Orton le contre et l'envoie dans les escaliers. Orton ramène son adversaire sur le ring et tente le tombé sans succès. Alors que le champion en titre répond aux huées de certains fans, Cena se relève et met son adversaire sur ses épaules en position fireman's carry mais Orton se débat et lui inflige un DDT suivi d'une autre tentative de tombé. Orton prend ensuite la pose pour le public dans un des coins du ring, pendant ce temps Cena se relève et porte son adversaire sur ses épaules pour le propulser violemment au sol. Il effectue le tombé mais Orton se relève au compte de deux. Peu après, Cena s'apprête à porter son five knuckle shuffle mais reçoit un coup de pied de son adversaire au sol suivi d'un powerslam. Après un brise nuque suivi d'une descente de la cuisse du haut de la troisième corde de Cena, ce dernier tente une deuxième fois de mettre son adversaire sur ses épaules pour effectuer un Attitude Adjustement contré par Orton qui lui porte un backbreaker. Orton place les jambes de son adversaire sur la 2e corde pour lui porter un DDT, mais Cena réussit à le projeter hors du ring en effectuant un backdrop. En voulant attaquer son adversaire hors du ring, il tombe nez à nez sur Orton qui lui inflige un DDT. Orton ramène son adversaire sur le ring et tente de remporter la victoire par tombé. Les deux lutteurs utilisent ensuite les prises de finition de leurs adversaires : on voit ainsi Orton tenter en vain un STF et un Attitude Adjustement et Cena effectuer un RKO. À la fin du match, Cena place son STF, mais les lumières s'éteignent quelques secondes en raison de l'arrivée de la Wyatt Family aux abords du ring. Orton reprend l'avantage et place son RKO pour remporter le match. Peu après le match, Bray Wyatt, Luke Harper et Erick Rowan attaquent Cena,,.

### Royal Rumble match

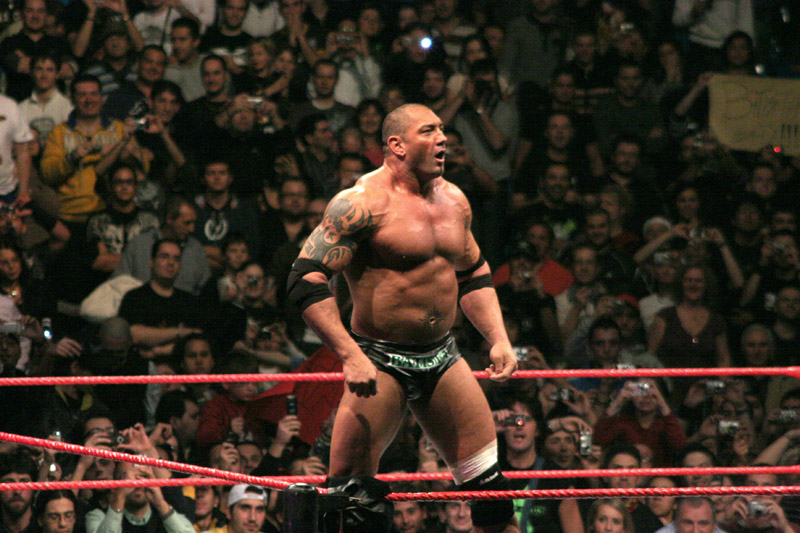
Batista (ici en 2008) fait son retour ce soir-là et remporte le Royal Rumble match

Le traditionnel Royal Rumble match commence en opposant CM Punk à Seth Rollins : ce sont eux qui restent le plus longtemps sur le ring avec 55 minutes. Kane entre en 5e position vêtu d'un costume de directeur des opérations et attaque CM Punk avant d'être éliminé par ce dernier. Alexander Rusev fait ses débuts dans un pay-per-view en entrant 6e. Kofi Kingston, qui entre à la 8e position, frôle l'élimination lorsqu'il tombe dans les bras de Rusev qui vient d'être éliminé et qui le pose ensuite sur le bord de la barricade. Kingston, lui, saute jusqu'au tablier pour revenir sur le ring. Rollins travaille en équipe, avec The Shield, Dean Ambrose et Roman Reigns, entrant respectivement en 11e et 15e position. Goldust élimine involontairement son frère Cody Rhodes avant d'être éliminé à son tour par Reigns qui a aussi sorti Kingston et Kevin Nash. Avec Punk et The Shield sur le ring, Sheamus fait son retour en entrant 17e. Antonio Cesaro entre à la 21e position et fait plusieurs Cesaro Swing sur The Miz et Rollins. Reigns continue de dominer le match en éliminant El Torito et JBL. Batista entre à la 28e position, et bat rapidement Ryback et Alberto Del Rio. Le dernier participant est Rey Mysterio, éliminé par Rollins. Quand Ambrose s'en prend à Reigns son coéquipier, ce dernier riposte en l'éliminant ainsi que Rollins et Cesaro. Roman Reigns, CM Punk, Sheamus et Batista se trouvent dans le carré final. Bien que déjà éliminé, Kane fait sortir Punk du ring avant de le faire passer à travers une table. Reigns élimine Sheamus, battant ainsi le record d'élimination dans un Royal Rumble match en ayant sorti douze participants ; mais Batista, en le faisant passer par-dessus la troisième corde, conclut le match et célèbre sa victoire,,.

## Tableau des matchs
| #                                                          | Match                                                                       | Stipulation | Durée |
| ---------------------------------------------------------- | --------------------------------------------------------------------------- | --- | ----- |
| Pré-Show                                                   | New Age Outlaws (Road Dogg et Billy Gunn) battent Cody Rhodes & Goldust (c) | Tag team match pour le WWE Tag Team Championship                                                                             | 6:58  |
| 1                                                          | Bray Wyatt bat Daniel Bryan                                                 | Match simple | 21:30 |
| 2                                                          | Brock Lesnar (avec Paul Heyman) bat Big Show                                | Match simple | 2:02  |
| 3                                                          | Randy Orton (c) bat John Cena                                               | Match sans disqualification pour le WWE World Heavyweight Championship                                                       | 20:54 |
| 4                                                          | Batista l'emporte en éliminant en dernier Roman Reigns                      | 30-Superstar Royal Rumble match (Le vainqueur gagne un match pour le WWE World Heavyweight Championship à WrestleMania XXX). | 55:04 |
| (c) désigne le champion défendant son titre dans le match. |                                                                             | |       |

### Entrées et éliminations du Royal Rumble match
Le vert ██ désigne un invité spécial et le jaune ██ un participant de NXT.
| Ordre d’entrée | Entrant         | Ordre d’élimination | Éliminé par                                        | Temps |
| -------------- | --------------- | ------------------- | -------------------------------------------------- | ----- |
| 1              | CM Punk         | 27                  | Kane                                               | 49:11 |
| 2              | Seth Rollins    | 25                  | Roman Reigns                                       | 48:37 |
| 3              | Damien Sandow   | 1                   | CM Punk                                            | 02:17 |
| 4              | Cody Rhodes     | 11                  | Goldust                                            | 21:01 |
| 5              | Kane            | 2                   | CM Punk                                            | 01:01 |
| 6              | Alexander Rusev | 3                   | Kofi Kingston, CM Punk, Cody Rhodes & Seth Rollins | 07:06 |
| 7              | Jack Swagger    | 6                   | Kevin Nash                                         | 12:24 |
| 8              | Kofi Kingston   | 7                   | Roman Reigns                                       | 12:42 |
| 9              | Jimmy Uso       | 5                   | Dean Ambrose                                       | 07:53 |
| 10             | Goldust         | 12                  | Roman Reigns                                       | 12:00 |
| 11             | Dean Ambrose    | 26                  | Roman Reigns                                       | 33:41 |
| 12             | Dolph Ziggler   | 8                   | Roman Reigns                                       | 06:09 |
| 13             | R-Truth         | 4                   | Dean Ambrose                                       | 00:28 |
| 14             | Kevin Nash      | 9                   | Roman Reigns                                       | 02:36 |
| 15             | Roman Reigns    | 29                  | Batista                                            | 33:51 |
| 16             | The Great Khali | 10                  | Seth Rollins, Dean Ambrose & Roman Reigns          | 00:24 |
| 17             | Sheamus         | 28                  | Roman Reigns                                       | 28:22 |
| 18             | The Miz         | 16                  | Luke Harper                                        | 12:09 |
| 19             | Fandango        | 13                  | El Torito                                          | 03:02 |
| 20             | El Torito       | 14                  | Roman Reigns                                       | 01:49 |
| 21             | Antonio Cesaro  | 24                  | Roman Reigns                                       | 16:57 |
| 22             | Luke Harper     | 23                  | Roman Reigns                                       | 15:21 |
| 23             | Jey Uso         | 17                  | Luke Harper et Erick Rowan                         | 04:32 |
| 24             | JBL             | 15                  | Roman Reigns                                       | 00:49 |
| 25             | Erick Rowan     | 18                  | Batista                                            | 05:05 |
| 26             | Ryback          | 19                  | Batista                                            | 04:01 |
| 27             | Alberto Del Rio | 20                  | Batista                                            | 03:00 |
| 28             | Batista         | -                   | VAINQUEUR                                          | 14:34 |
| 29             | Big E Langston  | 21                  | Sheamus                                            | 02:49 |
| 30             | Rey Mysterio    | 22                  | Seth Rollins                                       | 02:10 |

## Conséquences

### Départ de CM Punk

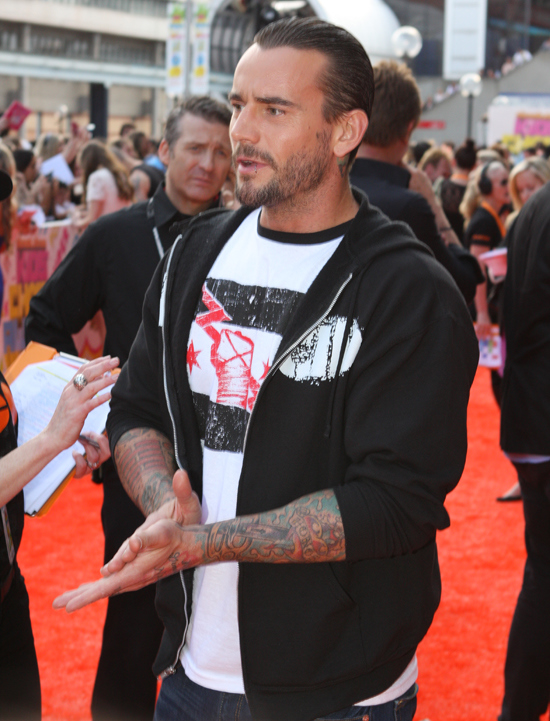
CM Punk quitte la fédération après ce spectacle.

Le retour de Batista provoque un conflit entre CM Punk et la direction de la fédération car Batista ne va faire que quelques apparitions jusqu'à WrestleMania XXX,. CM Punk décide alors de ne plus apparaître dans les émissions de la WWE car selon lui, la rivalité qui lui a été proposée pour WrestleMania ne correspond pas à ses attentes, il a en effet été prévu qu'il affronte Triple H. Vince McMahon, le président de la fédération, déclare quelques semaines après son départ que CM Punk est en congé sabbatique. La gestion de son départ est compliquée pour les officiels notamment quand l'émission Raw est enregistrée à Chicago le 3 mars et où l'émission débute avec la musique et la vidéo d'entrée de Punk. Mais le natif de Chicago n'est pas venu et à la place, le public a droit à un discours de Paul Heyman qui approuve le public et les fans qui souhaitent le retour de CM Punk, avant de parler de la rivalité entre Brock Lesnar et l'Undertaker. Son contrat prend fin à la mi-juillet mais il annonce sa retraite en tant que catcheur dès le mois de mai,. En décembre, il signe un contrat avec l'Ultimate Fighting Championship et compte faire son premier match en arts martiaux mixtes (MMA) en 2015 où il luttera sous son véritable nom, Phil Brooks.

### Autres conséquences
Au lendemain du Royal Rumble à Raw, un match par équipe a opposé John Cena, Daniel Bryan et Sheamus au Shield (Dean Ambrose, Seth Rollins et Roman Reigns) pour qualifier l'équipe gagnante pour l’Elimination Chamber match pour le championnat du monde poids-lourds de la WWE. Cena, Bryan et Sheamus se sont qualifiés à la suite de l'intervention de la Wyatt Family (Bray Wyatt, Luke Harper et Erick Rowan) en faveur du Shield. Le 31 janvier à SmackDown, Antonio Cesaro se qualifie pour l’Elimination Chamber match en battant Dolph Ziggler tout comme Christian qui fait ce soir-là son retour en battant l'équipier de Cesaro Jack Swagger. Randy Orton a par la suite affronté ses futurs adversaires, perdant contre Daniel Bryan le 3 février ainsi que contre John Cena le 10 février. Orton a conservé son titre à Elimination Chamber grâce aux interventions de la Wyatt Family et de Kane qui ont permis l'élimination de Cena et Bryan
La non-qualification du Shield à la suite de l'intervention de la Wyatt Family a donné lieu à un match entre les deux clans que Bray Wyatt et ses « frères » ont remporté,.
Alberto Del Rio, qui a provoqué Batista pendant le mois de janvier au cours des émissions ainsi que sur Twitter, a affronté ce dernier à Elimination Chamber dans un match simple qui a vu la victoire de Batista,.
Enfin, les New Age Outlaws (Road Dogg et Billy Gunn) ont défendu avec succès leur titre face aux frères Uso (Jimmy et Jey) à Elimination Chamber.

## Accueil et critiques

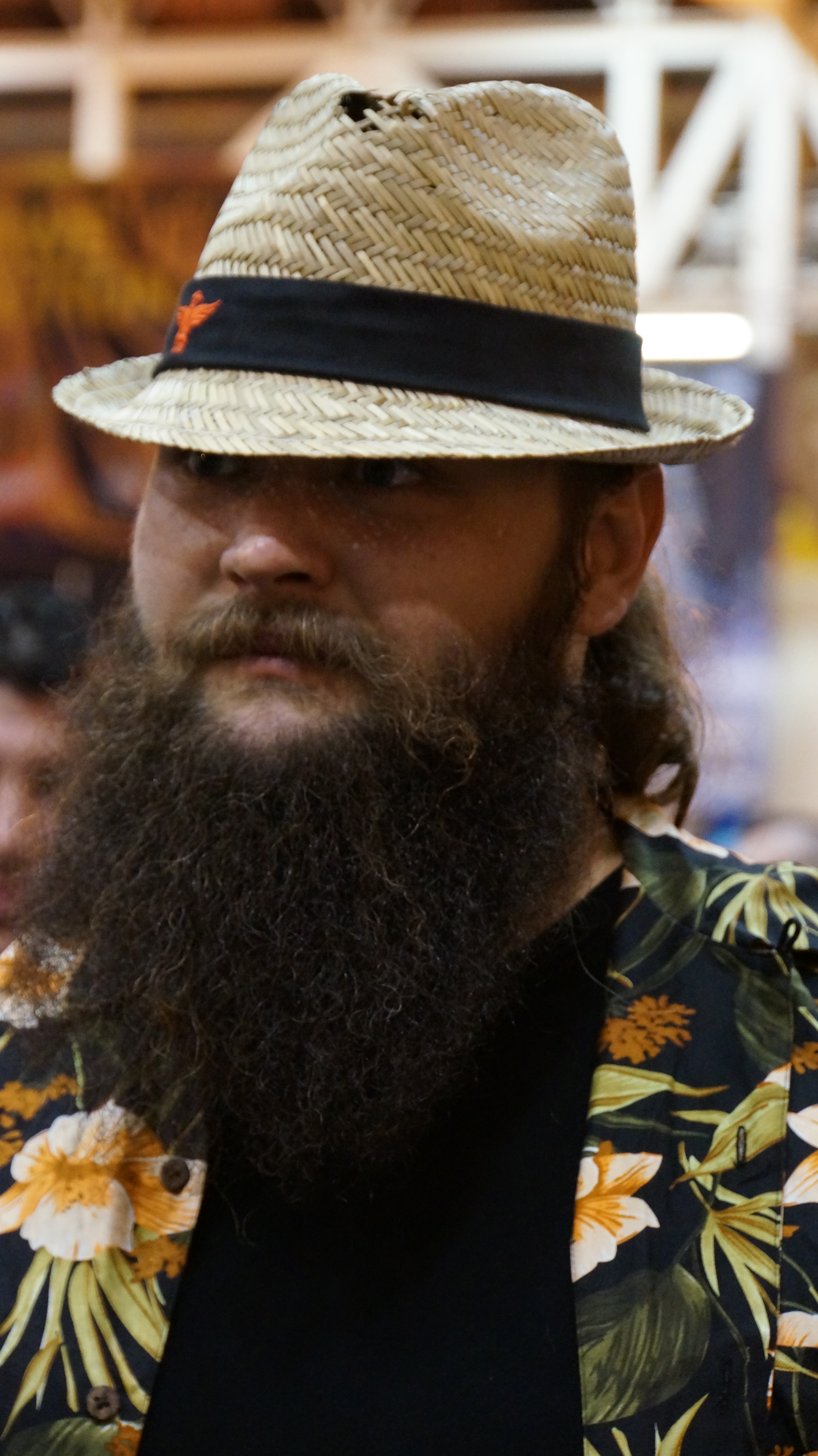
Bray Wyatt remporte le seul match salué par la critique.

La réaction de colère de la foule est si forte qu'elle est la principale information relayée par les médias,, et le public est décrit comme ayant « pris le contrôle » du show pendant les deux dernières heures,. Pendant le match opposant John Cena à Randy Orton, les fans chantent « This is awful » (C'est terrible) quand d'autres scandent le nom de Daniel Bryan. Les fans continuent à chanter pour Bryan durant le Royal Rumble match ; quand Rey Mysterio, un catcheur apprécié par les fans de la WWE, entre en dernier dans le match, il est hué jusqu'à son élimination,,. La foule continue à huer les lutteurs, mais quand il ne reste que Batista et Roman Reigns, la foule encourage Reigns, qui est pourtant un Heel, au détriment de Batista dont ils huent même la victoire,,. Après la diffusion du spectacle, Batista se moque de Daniel Bryan en faisant un doigt d'honneur à la foule,.
Aaron Oster du Baltimore Sun écrit que Mysterio a été plus hué durant ce match que durant toute sa carrière, et parlant de Batista, « en dehors du fait qu'un supposé face soit conspué par le public, la réaction des fans a été la plus forte à son encontre qu'envers les autres vainqueurs de ce match, y compris Vince McMahon quand il a remporté le Royal Rumble match en 1999 ».
Les fans ont utilisé les réseaux sociaux pour afficher leurs mécontentement. La BBC a signalé que la non participation de Daniel Bryan au Royal Rumble match a provoqué beaucoup de colère chez des fans qui ont utilisé les hashtags #RoyalRumble et #WWE sur Twitter,. Le Herald & Review a décrit la réaction des fans comme étant le pire cauchemar pour la WWE, et des fans ont décrit ce spectacle comme étant le « Worst PPV ever » sur la page Facebook de la WWE. Le Hall of Famer de la WWE Mick Foley a aussi critiqué l'absence de Daniel Bryan en utilisant Twitter pour dire : « Est-ce que la WWE déteste en fait son propre public? Je n'ai jamais été aussi dégoûté par un pay-per-view. »,.
Dale Plummer et Nick Tylwalk du Canadian Online Explorer ont attribué au spectacle la note de 6 sur 10. Ils ont considéré le match opposant Bray Wyatt à Daniel Bryan comme étant fantastique en lui attribuant la note de 9,5 sur 10. Le duel Cena-Orton décrit comme étant du travail bâclé de la part des deux catcheurs reçoit la note de 4 sur 10, et l'affrontement entre Lesnar et le Big Show est noté 1 sur 10. Ils ont décrit le spectacle comme étant inégal, et ont écrit que « la désapprobation des fans au Consol Energy Center sera un souvenir durable pour ceux qui ont regardé le show ».
James Caldwell du Professional Wrestling Torch Newsletter a attribué 2 étoiles et demi sur 5 au Royal Rumble match. Il écrit que le match a atteint un sommet puis est retombé sur la fin, et il considère que Batista était « hors de forme ». Caldwell a noté le match Bryan-Wyatt 4 étoiles sur 5, le  décrivant comme « facilement le meilleur match de Bray à la WWE, très bonne chimie des deux lutteurs ». Caldwell n'a pas noté le match Lesnar-Big Show, et considère que cette rencontre est trop courte. Il a donné la note de 2 étoiles sur 5 au match Orton-Cena.
Benjamin Tucker du Professional Wrestling Torch Newsletter a donné à l'ensemble du spectacle la note de 6 sur 10, déclarant que « le spectacle a eu un brillant début, mais a peu à peu perdu de sa vigueur avant de finir dans un grondement de huées. » Pour le Rumble match, Tucker dit que « les deux premiers tiers étaient particulièrement excitants, avec plusieurs lutteurs bien mis en valeur », « jusqu'à ce que des lutteurs de niveau inférieur continuent à venir dans la deuxième moitié du match ». Tucker a estimé que « Roman Reigns a été la vedette du match, surclassant même Batista. Là où Batista ressemblait à un lutteur à la retraite, Reigns ressemblait à un monstre ». Concernant le match Wyatt-Bryan, Tucker a estimé que « cela a permis à Bray de continuer à utiliser son personnage ». Concernant les autres matchs, Tucker a écrit que « Lesnar ressemblait à une bête implacable » tandis qu'« Orton et Cena ont réalisé le match le plus terne les opposant », le jugeant « pas créatif du tout ».